# Scott Ruscoe
Scott Ruscoe (né le 15 décembre 1977 à Stoke-on-Trent) est un ancien footballeur gallois reconverti entraineur. Il est le joueur ayant disputé le plus de match de l'histoire du club gallois de The New Saints FC avant d'en devenir l'entraineur entre 2017 et 2021.

## Biographie
Scott Ruscoe fait ses débuts en Championnat du pays de Galles en signant en 1997 au club de Newtown AFC avec lequel il joue 98 matchs. Il découvre par la suite le championnat anglais de Conference (D5) avec l'équipe de Chester City.
En cours de saison 2001-2002, il retourne dans le championnat gallois et s'engage avec le club des The New Saints, alors dénommé Total Network Solutions. C'est là qu'il passe l'essentiel de sa carrière, collectant plusieurs trophées nationaux.

## Compétitions européennes
Il fait ses débuts en Ligue des champions en juillet 2005 à l'occasion de la rencontre Liverpool-TNS (défaite 0-3). Il compte à ce jour 10 matchs joués en Ligue des champions.
Il est le joueur du championnat gallois qui a joué le plus de matchs européens.

## Palmarès de joueur
Newton AFC
- Championnat du pays de Galles
  - Champion : 1998

Total Network Solutions / The New Saints
- Championnat du pays de Galles
  - Champion : 2005, 2006, 2007, 2010, 2012, 2013, 2015
  - Vice-champion : 2002, 2003, 2004 et 2008

- Coupe du pays de Galles
  - Vainqueur : 2005 et 2012
  - Finaliste : 2004

- Coupe de la Ligue du pays de Galles de football
  - Vainqueur : 2006, 2009, 2010 et 2011

## Palmarès d'entraineur
- Championnat du pays de Galles
  - Champion : 2018 et 2019
  - Vice-champion : 2020 et 2021